# Западная Майгашля
За́падная Майгашля́ (баш. Көнбайыш Мәйгәшле) — деревня в Белорецком районе Республики Башкортостан России. Входит в состав Туканского сельсовета. 
С 2005 года имеет современный статус.

## История
Статус деревня, сельского населённого пункта, посёлок получил согласно Закону Республики Башкортостан от 20 июля 2005 года № 211-з «О внесении изменений в административно-территориальное устройство Республики Башкортостан в связи с образованием, объединением, упразднением и изменением статуса населенных пунктов, переносом административных центров», ст.1:

6. Изменить статус следующих населенных пунктов, установив тип поселения: деревня:
 
5)  в Белорецком районе:…

ж) поселка Западная Майгашля Туканского сельсовета

## География

### Географическое положение
Расстояние до:
- районного центра (Белорецк): 93 км,
- центра сельсовета (Тукан): 15 км,
- ближайшей ж.-д. станции (Улу-Елга): 54 км.

## Население
| 2002 | 2009 | 2010 |
| ---- | ---- | ---- |
| 17   | ↘4   | ↘1   |